# Банкути, Антал
Антал Банкути (венг. Bánkuti Antal; 1 июня 1923, Пишкоревци — 21 июля 2001, Монреаль, Квебек) — венгерский баскетболист. Участник летних Олимпийских игр 1948 года, бронзовый призёр чемпионата Европы 1946 года.

## Биография
Антал Банкути родился 1 июня 1923 года в деревне Пишкоревци в Королевстве сербов, хорватов и словенцев (сейчас в Хорватии).
Играл в баскетбол за «Пошташ» из Будапешта.
В 1946 году в составе сборной Венгрии завоевал бронзовую медаль чемпионата Европы в Женеве. Провёл 5 матчей, набрал 16 очков.
В 1947 году участвовал в чемпионате Европы в Праге, где венгры заняли 7-е место. Провёл 5 матчей, набрал 24 очка.
В 1948 году вошёл в состав сборной Венгрии по баскетболу на летних Олимпийских играх в Лондоне, занявшей 16-е место. Провёл 5 матчей, набрал 21 очко (18 в матче со сборной Великобритании, 2 — с Бразилией, 1 — с Италией).
Умер 21 июля 2001 года в канадском городе Монреаль.